# Narcissus tazetta subsp. aureus
Narcissus tazetta subsp. aureus es una subespecie de planta bulbosa de la familia de las amarilidáceas.

## Descripción
Es una planta bulbosa con las flores con pétalos y corona de color amarillo. Se distribuyen por en Francia e Italia.

## Taxonomía
Narcissus tazetta subsp. aureus fue descrita por (Jord. & Fourr.) Baker y publicado en Handbook of the Amaryllideae 9, en el año 1888.
Etimología
Narcissus nombre genérico que hace referencia  del joven narcisista de la mitología griega Νάρκισσος (Narkissos) hijo del dios río Cephissus y de la ninfa Leiriope; que se distinguía por su belleza. 
El nombre deriva de la palabra griega: ναρκὰο, narkào (= narcótico) y se refiere al olor penetrante y embriagante de las flores de algunas especies (algunos sostienen que la palabra deriva de la palabra persa نرگس y que se pronuncia Nargis, que indica que esta planta es embriagadora). 
tazetta: epíteto latino que significa "con pequeña taza".
aureus: epíteto latino que significa "de oro".
Sinonimia
- Relación de sinónimos de Narcissus tazetta subsp. aureus[5]